# 佐賀県道26号伊万里山内線
佐賀県道26号伊万里山内線（さがけんどう26ごう いまりやまうちせん）は、佐賀県伊万里市から武雄市に至る県道（主要地方道）である。

## 概要
佐賀県伊万里市立花町から武雄市山内町大字宮野に至る。

### 路線データ
- 起点：伊万里市立花町（六仙寺交差点、国道202号交点）
- 終点：武雄市山内町大字宮野（畜産試験場交差点、国道35号交点）

## 歴史
- 1993年（平成5年）5月11日 - 建設省から、県道伊万里武雄線の一部が伊万里山内線として主要地方道に指定される[1]。
- 2013年（平成25年）1月18日 - 佐賀県告示第10号により、起点位置が東町交差点から六仙寺交差点に変更される[2]。
- 2015年（平成27年）6月30日 - 佐賀県告示第309号により、中央公園北交差点 - 三間坂踏切付近間の旧道の県道指定が解除される[3]。

## 路線状況

### 重複区間
- 佐賀県道257号梅野有田線（武雄市山内町大字宮野・宮野宿交差点 - 武雄市山内町大字大野）

### 道路施設

#### 橋梁
- 道祖瀬橋（さやのせばし[4]、伊万里川[4][5]、伊万里市）
- 住吉橋（網内川、武雄市）
- 十二神橋（松浦川、武雄市）
- 山内高架橋（佐世保線・佐賀県道45号嬉野山内線、武雄市）

## 地理

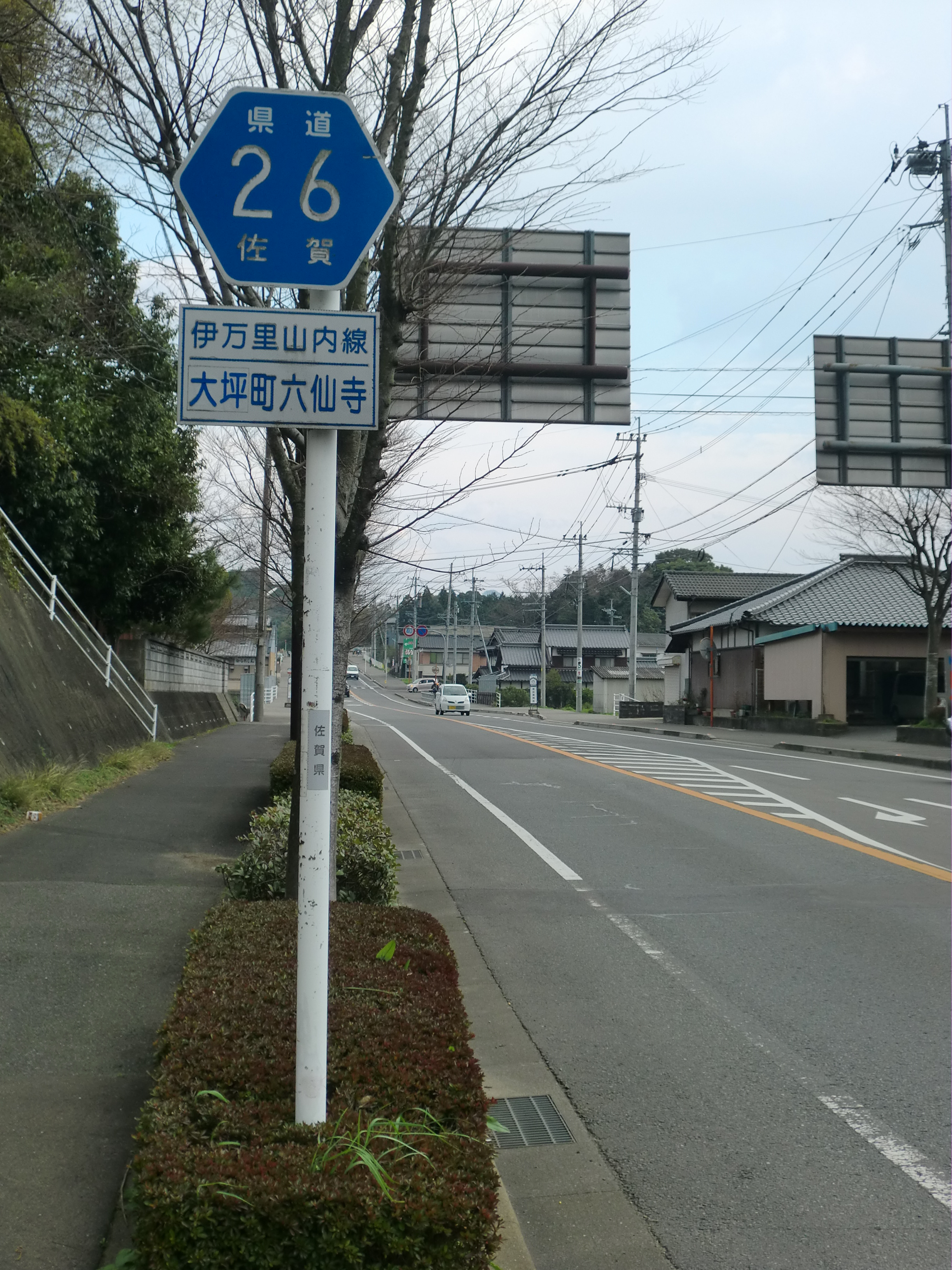
佐賀県道26号伊万里山内線。伊万里市で撮影

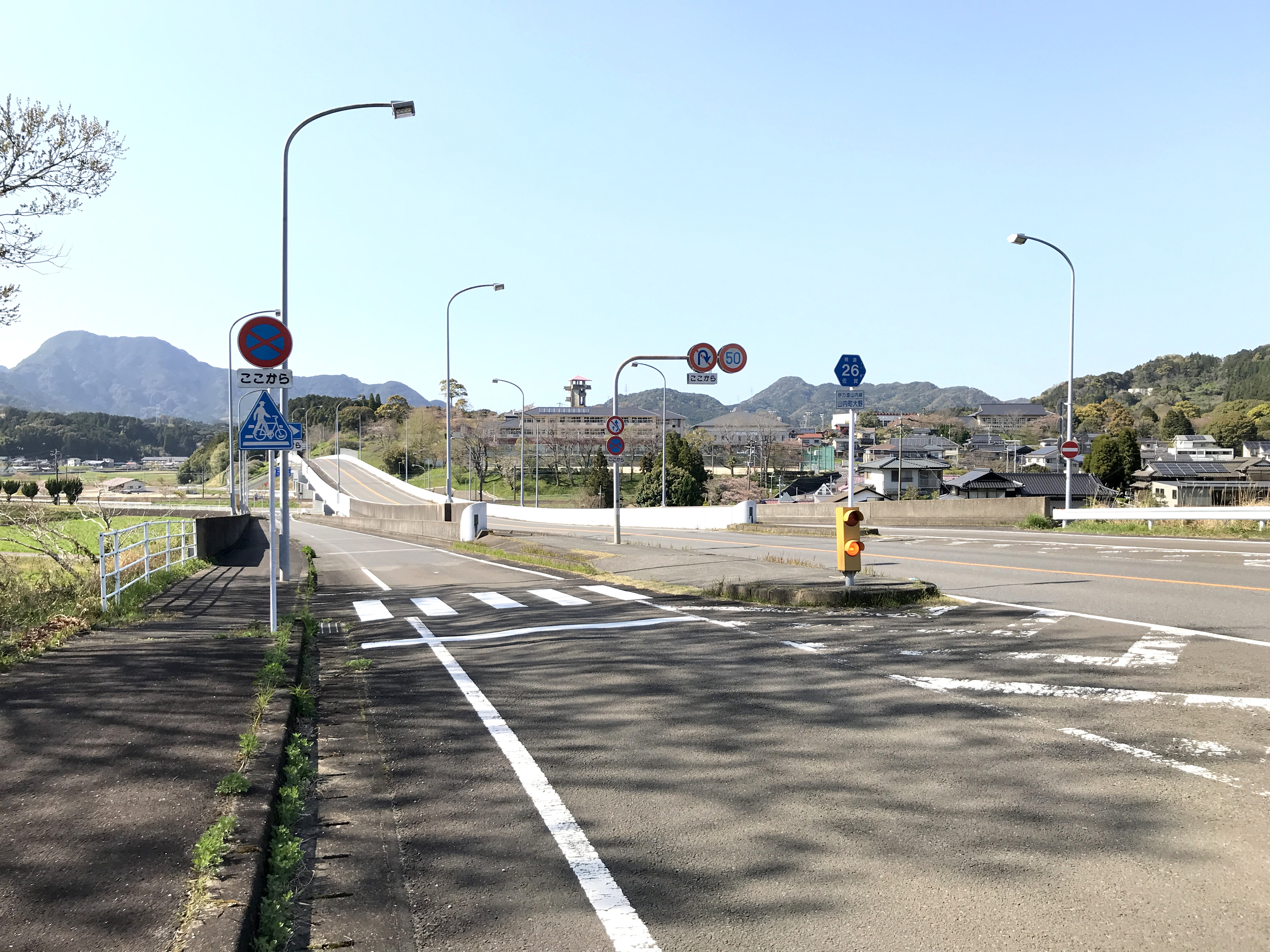
武雄市山内町大字宮野から山内高架橋（佐世保線・佐賀県道45号嬉野山内線をまたぐ）および伊万里方面

### 通過する自治体
- 伊万里市
- 武雄市

### 交差する道路
| 交差する道路                         | 市町村名 | 交差する場所     | 交差する場所            |
| ------------------------------------ | -------- | ---------------- | ----------------------- |
| 国道202号 国道498号 重複             | 伊万里市 | 立花町           | 六仙寺交差点 / 起点     |
| 佐賀県道251号黒髪山公園線            | 伊万里市 | 大川内町丙       | 大川内町平尾交差点      |
| 佐賀県道257号梅野有田線 重複区間起点 | 武雄市   | 山内町大字宮野   | 宮野宿交差点            |
| 佐賀県道257号梅野有田線 重複区間終点 | 武雄市   | 山内町大字大野   |                         |
| 佐賀県道45号嬉野山内線               | 武雄市   | 山内町大字三間坂 | [ 注釈 1 ]              |
| 国道35号                             | 武雄市   | 山内町大字宮野   | 畜産試験場交差点 / 終点 |

### 交差する鉄道
- 筑肥線
- 佐世保線

### 沿線
- 伊万里警察署 大川内駐在所
- 伊万里市立大川内小学校
- 武雄市立山内西小学校
- 山内中央公園
- 武雄市立山内中学校
- 佐賀県畜産試験場